# Le Chanteur de Varsovie
Pour plus de détails, voir Fiche technique et Distribution.
Le Chanteur de Varsovie (Pieśniarz Warszawy) est un film polonais réalisé par Michał Waszyński, sorti en 1934.

## Fiche technique
- Titre : Le Chanteur de Varsovie
- Titre original : Pieśniarz Warszawy
- Réalisation : Michał Waszyński
- Scénario : Jerzy Nel
Eugeniusz Bodo
Louis Starski
- Musique : Henryk Wars
- Photographie : Seweryn Steinwurzel
- Pays d'origine :  Pologne
- Société de production : Urania-Film
- Durée : 54 min
- Dates de sortie : 
  - Pologne : 24 février 1934
  - France : 29 juin 1934

## Distribution
- Eugeniusz Bodo : Julian Pagórski
- Maria Gorczyńska : l'actrice
- Barbara Gilewska : Zosia
- Michał Znicz : Eustachy
- Władysław Walter : Antoś
- Wiktor Biegański : Lolo
- Stanisław Łapiński : détective
- Henryk Rzętkowski : Franciszek
- Henryk Małkowski : directeur
- Ludwik Fritsche : père de Zosia